# 富兰克林·奈特·莱恩
富兰克林·奈特·莱恩（英語：Franklin Knight Lane，1864年7月15日—1921年5月18日）是加利福尼亚州民主党政治家，于1913至1920年担任美国内政部长。他还曾在州际商务委员会任职，并1902年作为民主党候选人竞选加利福尼亚州州长，在当时共和党占绝对优势的背景下以微弱劣势落败。
莱恩1864年7月15日在爱德华王子岛夏洛特顿附近出生，当地此时尚属大英帝国殖民地，如今是加拿大领土。1871年，他与家人移居加利福尼亚州。就读加利福尼亚大学期间，莱恩做过兼职记者，并于毕业后成为《旧金山纪事报》驻纽约通讯员，之后成为另一家报纸的主编和合伙所有者。1898年，莱恩当选旧金山市检察官，并在任职5年后于1902年竞选州长，1903年又竞选旧金山市长，但均以失败告终。1903年，加利福尼亚州议会民主党议员支持莱恩出任该州联邦参议员，但由于民主党议员在议会中占少数，所以未能成功。
1905年，总统西奥多·罗斯福任命莱恩进入州际商务委员会任职，联邦参议院于次年批准。1909年，威廉·霍华德·塔夫脱总统再次任命莱恩出任同一职位。1913年1月，莱恩经选举成为州际商务委员会主席。一个月后，他接受新当选的伍德罗·威尔逊总统提名出任内政部长，在该职位上任职近7年后辞职。莱恩在自然环境保护方面所获评价褒贬不一，他支持充满争议的优胜美地国家公园的赫奇赫奇水库计划，将备受环保人士重视的同名水库淹没，但也正是在他的主持下，美国国家公园管理局才得以建立。
1921年5月18日，富兰克林·奈特·莱恩因心脏疾病在明尼苏达州罗彻斯特的马约诊所去世，享年56岁。担任政府公职20余年间，他的薪资收入很低，而晚年患上的疾病治疗费用又很高，导致他没有留下多少遗产，遗孀只能靠公益基金维持生活。多份报纸在报道中称，如果莱恩是在美国境内出生，他就有可能成为美国总统。民主党人曾邀请莱恩出马竞选副总统，但由于宪法限制，他没有资格参选。

## 早年经历

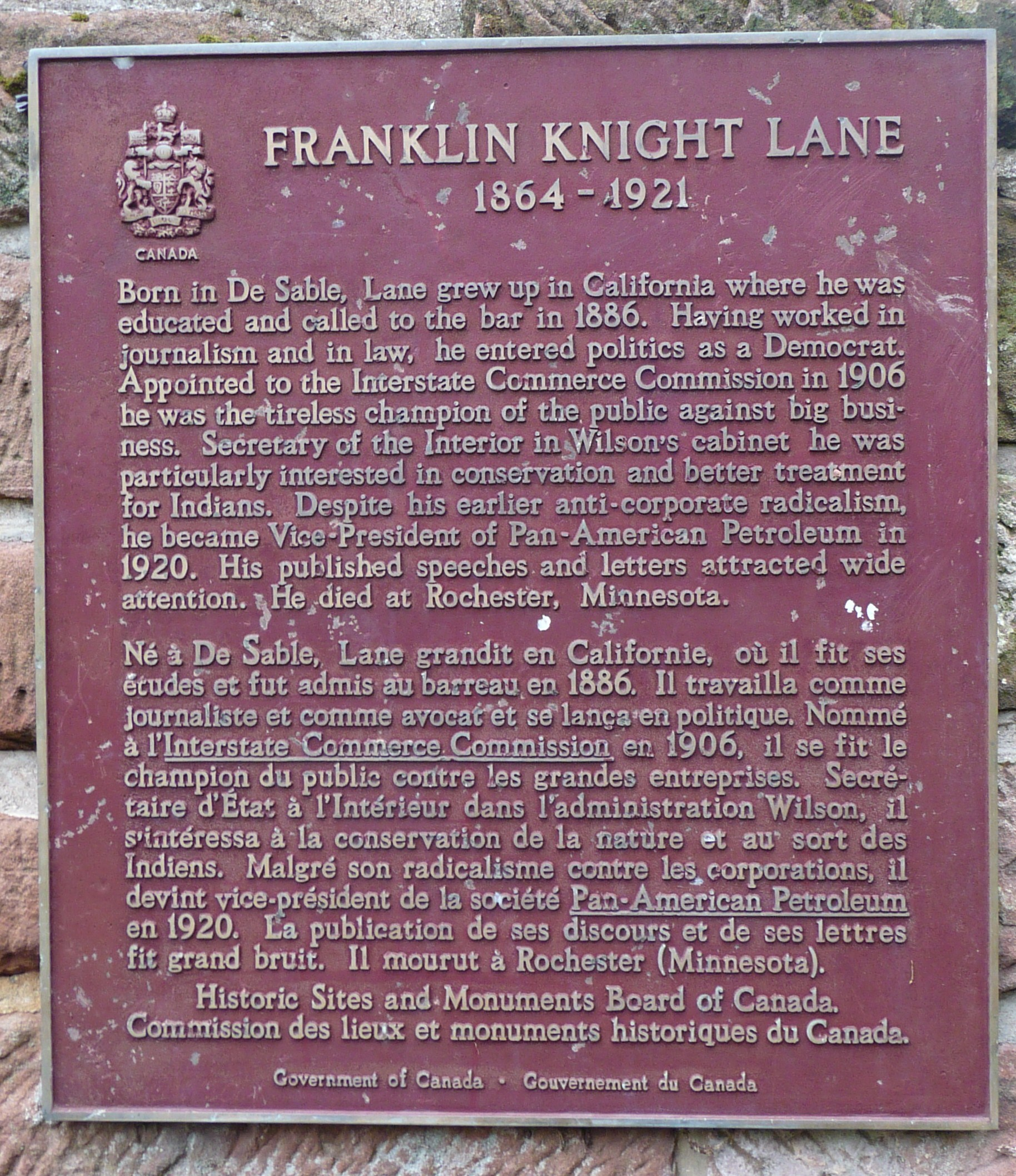
爱德华王子岛德赛伯附近树起莱恩的纪念牌匾

1864年7月15日，富兰克林·奈特·莱恩在爱德华王子岛接近夏洛特顿一个名叫德赛伯（DeSable）的小村庄出生，是家中的长子。他的父亲叫克里斯托弗·莱恩（Christopher Lane），母亲叫卡罗琳·莱恩（Caroline Lane），伯恩斯（Burns）是母亲的娘家姓:xxiii–xxiv。克里斯托弗是位传道人，在夏洛特顿城外拥有一间农场，但由于嗓音出现问题，他转行做了牙医:3。克里斯托弗不喜欢岛上的寒冷气候，于是全家在1871年迁至加利福尼亚州的纳帕:5，再于1876年迁居奥克兰。从奥克兰高中毕业后，:xxiii–xxiv富兰克林进入《奥克兰时报》（Oakland Times）印刷部门工作，之后又成为记者，并在1884年为禁酒党竞选:9。1884至1886年，他进入加州大学柏克莱分校学习，但没有毕业:xxiii–xxiv。莱恩之后写道：“我很高兴，自己当年依靠假期打工和加班攒钱上了大学”:11。他后来还获得加利福尼亚大学、纽约大学、布朗大学和北卡罗来纳大学的名誉法学博士学位。离校后，莱恩成为《旧金山纪事报》记者。进入哈斯汀法学院深造后:xxiii–xxiv，他于1889年通过加利福尼亚州律师从业资格考试。
取得律师从业资格后，莱恩并没有立刻展开法律业务，而是继续在报业打拼，移居纽约担任《旧金山纪事报》通讯员。他在纽约成为改革家亨利·乔治的门徒，并加入纽约改革俱乐部。1891年，莱恩返回西岸地区，成为《塔科马新闻报》（Tacoma News）主编兼业主。在他的努力下，一位腐败的警察局长被迫流亡阿拉斯加州，但他的报纸经营却并不成功。在经济萎缩的大背景下，莱恩仍然积极捐助支持民主党和人民党的事业诉求，他的报纸于是在1894年宣告破产:28。1893年，莱恩迎娶安妮·温特穆特（Anne Wintermute），夫妻俩有两个孩子，分别叫小富兰克林·奈特·莱恩（Franklin Knight Lane, Jr.）和南希·莱恩·考夫曼（Nancy Lane Kauffman）:xxiii–xxiv。
1894年末，莱恩回到加利福尼亚州，开始和弟弟乔治（George）一起在旧金山从事法律工作。他还为一家名为《亚瑟·麦克尤恩的信》（Arthur McEwen's Letter）的报纸撰文，该报主要致力于声讨腐败，特别是旧金山湾区和南太平洋鐵路地区。1897至1898年间，他进入百人委员会，与其他成员共同起草新的城市宪章:xxiii–xxiv。根据新宪章规定，旧金山应该建立自有供水系统:336。

## 加利福尼亚州从政生涯

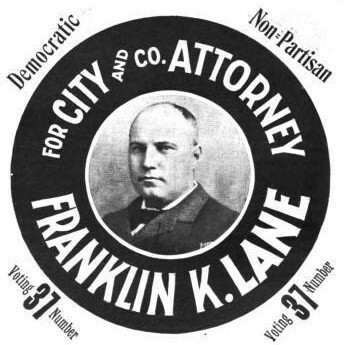
莱恩1898年的竞选海报

1898年，莱恩以民主党人身份在选举中战胜在任州检察长··菲茨杰拉德（W. F. Fitzgerald），当选旧金山市县（联合）检察官，莱恩的优势仅有832票，这年全州各地的大部分民选官职都落入共和党人之手。1899和1901年，他还两度赢得连任:50。
1902年，莱恩以民主党和无党派候选人身份参选加利福尼亚州州长:xxiii–xxiv。这时共和党在该州仍然占有绝对优势，但候选人乔治·帕迪（George Pardee）战胜莱恩的优势尚不足1个百分点，西奥多·罗斯福还在两年后的总统大选中以35个百分点的绝对优势赢得加利福尼亚州。1902年的这场选举中有8000到10000票因各种技术原因宣告无效，莱恩有可能是因此输掉选举:22。竞选期间，影响力很大的《旧金山问询报》（San Francisco Examiner）将新闻报道向不利于莱恩的方向倾斜。该报业主威廉·赫斯特之后否则自己对此政策负有责任，还称莱恩在有任何需要时只需给自己发份电报。莱恩对此反唇相讥，称即便真的收到莱恩签名、请他帮忙的电报，赫斯特也会一口咬定这是伪造的。
新闻工作者格兰特·华莱士（Grant Wallace）在报道中这样介绍州长候选人莱恩：
那位莱恩是个诚挚的好汉，在每件事情上……都采取有力行动。坐在办公室聊天时，如果对话题产生兴趣，他会把椅子向后踢开，将手插进裤兜里，在房间里上下走动。随着对话题兴趣的加深，他的话也越来越响亮、快速，仿佛掷弹兵般在地毯上用力来回走过。:4

1903年时，美国各州的联邦参议员仍然是由州议会选出，莱恩在这年的参议员选举中得到加利福尼亚州议会民主党议员支持，但是，占据多数的共和党议员支持在任参议员乔治·克莱门特·珀金斯连任，莱恩因此落败。这年末，仍在担任旧金山市检察官的莱恩出马竞选市长，但仍然失败，得票率只排到第3位。他接下来回归法律事业，没有再竞选公职。
莱恩在参选旧金山市长前就一度有望成为民主党的副总统候选人，但由于他出生的地方这时已属加拿大领土，所以不符合美利坚合众国宪法第十二条修正案中的竞选资格规定。这一期间，出席政治会议的代表在投票人选方面远较现今自由。根据莱恩的记载，他曾听说自己如有意愿参选，将得到纽约州代表团的支持，但他最终谢绝了他人的好意。从首都哥伦比亚特区返回加州的路上，莱恩在德克萨斯州首府奥斯汀短暂停留，与民主党领导人会面并向该州议会演讲，为赫奇赫奇水库计划争取支持:42。《纽约时报》认为，这是莱恩在为争夺副总统候选人提名拜票，还称德州民主党承诺会向他伸出援手。

## 州际商务委员会

### 任命和确认
美国这一时期的铁路公司只受州际商务委员会的宽松监管，这时加利福尼亚州缺乏其他运输手段，铁路在物流运输方面占有统治地位。莱恩担任律师期间曾多次与这些铁路公司对簿公堂，并且还在竞选州长期间呼吁民众警惕铁路公司的过大权力。1904年初，加利福尼亚大学校长本杰明·惠勒（Benjamin Wheeler）向罗斯福总统建议，选派莱恩进入州际商务委员会任职，称他会是令人钦佩的人选。罗斯福也有同感，承诺会在该委员会职位下次出缺时提名莱恩。但到了1905年初委员会出现职务空缺时，罗斯福忘记了自己的承诺，提名的是已5次当选密苏里州联邦参议员、即将退休的弗朗西斯·科克雷尔（Francis Cockrell）。惠勒给总统去信，提醒他之前的承诺。罗斯福为自己的疏失道歉，但也表示自己刚刚赢得连任，所以“之后会给予莱恩充分补偿”。
1905年12月，约瑟夫··菲费尔（Joseph W. Fifer）从州际商务委员会辞职，罗斯福总统提名莱恩填补空缺，完成菲费尔剩下的4年任期。共和党反对总统的任命，指出这一提名一旦得到联邦参议院确认，州际商务委员会的5位专员中就会有3位是民主党人。历史学家比尔·里德（Bill G. Reid）曾在有关莱恩的期刊文章中指出，莱恩有倾向自由派的纪录，导致联邦参议院在是否确认总统提名上犹豫不决，共和党人的反对意见也令参议院迟迟没有批准任命。这时，共和党议员威廉·彼得斯·赫本（William Peters Hepburn）提出法案，在加强铁路监管之余，也建议将州际商务委员会从5人增至7人。罗斯福于是表示，自己会提名共和党人出任两个新职位，针对莱恩提名的反对意见至此烟消云散。1906年6月29日，罗斯福签署赫本法案，联邦参议院也在当天确认总统的提名，莱恩于1906年7月2日宣誓就职:61–62。
1906年4月18日，旧金山市发生强烈地震。莱恩当时正在北伯克利的家中等待参议院确认总统提名，得知地震的消息后匆忙上路，在数小时里就赶到灾区提供帮助。市长尤金·施米茨（Eugene E. Schmitz）立即任命莱恩进入五十人委员会，应对地震造成的破坏和随后的火灾，并制订方案重建城市。据莱恩的朋友、作家威尔·欧文（Will Irwin）回忆，莱恩没有参与委员会的主要工作，而是亲自同火灾搏斗，帮助挽救了大部分西增区。4月下旬，他乘火车前往哥伦比亚特区，为旧金山的复苏争取联邦资金，但未能成功。:59–61

### 委员会的工作
1906年下半年，新官上任的莱恩在全美各地出席州际商务委员会听证会。根据新通过的赫本法案，委员会在规管铁路方面拥有大范围权力，而且委员会不但要处理过去有关铁路的纠纷，还要在铁路和发货方的利益之间取得平衡:63–64。

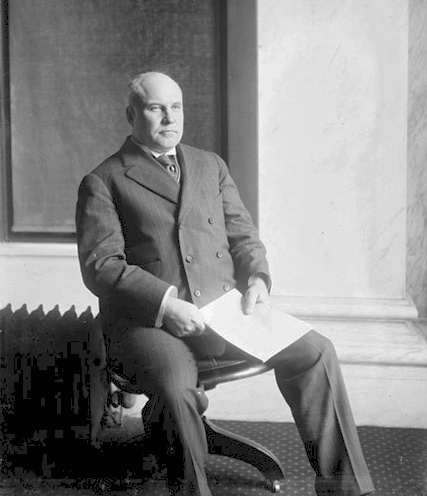
1909年，身在芝加哥的州际商务委员会专员莱恩。

1906年末，美国中西部偏北地区存在严重的煤炭短缺，其中又以北达科他州情况严重，罗斯福总统下令展开调查。有指控称，铁路公司没有及时安排运煤车将煤炭送到缺煤地区，再用这些车把当地出产的粮食运到五大湖港口，而是故意等到湖上都结了冰，船只无法成行后才派出车辆，这样，原本可以利用水运的粮食就只能完全依赖铁路运送到各地市场。事件调查由莱恩领头，他还在芝加哥举行听证会。结果发现，货运列车的短缺主要是因为更偏西部地区的需求，而且当地铁路实际上还因未能派车把粮食运到港口而蒙受损失。1907年1月，莱恩将列有煤炭短缺原因的报告上交罗斯福。他还发现，因向东运粮的列车空间不足，有5000万蒲式耳粮食积压在北达科他州的农场和谷物升降机上。莱恩为此建议铁路公司从邻近线路抽调车辆。
州际商务委员会在1907年的大部分时间里主要是调查爱德华·哈里曼（Edward H. Harriman）拥有的多家铁路及其他公司，并在全美各地召开听证会。10月，莱恩认定哈里曼旗下的南太平洋铁路有向部分客户提供回扣，但这种做法已为赫本法案所禁止。
1909年12月7日，威廉·霍华德·塔夫脱总统再度任命莱恩进入州际商务委员会任职，任期7年，联邦参议院于3天后确认总统的提名。据莱恩回忆，当时还有“相当一批人”敦促他争取民主党提名，在1910年竞选加州州长:70，但他没有接受，选择继续在州际商务委员会工作:70。经塔夫脱任命，莱恩成为美国代表参加1910年国际铁路大会:75。国际铁路大会每5年召开一次，这次是在伯尔尼举行，下届则计划于1915年在柏林举行。会议闭幕前，莱恩获与会代表推举进入大会常设国际委员会。
1911年7月1日，州际商务委员会下令对运输和递送包裹的快递公司经营活动进行“彻底清查”。同年11月，莱恩在纽约主持旷日持久的听证会。同样在州际商务委员会任职的詹姆斯··哈伦（James S. Harlan）指出，莱恩在通过听证会得知快递系统中存在的乱象后向国会提议，在邮政部以下建立快递包裹递送分支部门:100–101。新部门于1913年1月1日投入运作，并且马上就取得成功。
1912年初，莱恩返回纽约，主持石油管道行业听证会。相关调查由州际商务委员会主动发起，莱恩在调查标准石油公司的管道销售期间对证人提供的证词日益感到不满，身为多家管道公司的秘书，这位证人却无法在证词中指明相应销售是由谁授权。“我可不想和哪个年薪5000美元的店员打交道。我需要有说话靠谱的人来作证。”州际商务委员会认为，石油管道属公共承运产品，所以销售公司应该提供费税表，遵守州际商务法的规定。
莱恩也致力对州际商务委员会内部进行改善。他和另一委员巴尔塔萨·迈耶（Balthasar H. Meyer）都支持提升委员会在边际税率领域的规划能力，委员会为此委托曾发明劳伦茨曲线的经济学家马克斯·劳伦茨来达成这一目标。莱恩还主张设立新委员会，有权规管任何从事州际贸易的企业，在他看来，这正是防止托拉斯出现的最佳途径。

## 内政部长

### 威尔逊总统的任命
莱恩在1912年总统大选中支持民主党候选人，新泽西州州长伍德罗·威尔逊，不过他没有代表威尔逊发表竞选演说，理由是州际商务委员会的政策要求各委员行事秉持无党派立场:106。威尔逊在1912年11月5日的普选中胜出，11月21日，莱恩与威尔逊的顾问爱德华·豪斯（Edward House）上校进行了长时间的交流。豪斯在为总统挑选内阁成员方面有重要作用，他告诉莱恩，总统有可能会提名莱恩出任内政部长，但莱恩表示对现有职位很满意，没有另谋高就的打算:119。面谈过后，莱恩又改变了心意，于是告知豪斯，自己愿意出任内政部长职务。豪斯则称，只要莱恩能够胜任，威尔逊乐见其成。豪斯此后并没有立即推荐莱恩担任内政部长，而是又考虑过其他多位候选人，如前旧金山市长詹姆斯·费伦（James D. Phelan）、威尔逊的朋友沃尔特·佩奇（Walter Page）等:119。
1913年1月8日，州际商务委员会召开会议，莱恩在会上当选新任主席，从1月13日起生效。威尔逊仍然没有公布内阁人选，莱恩曾于1913年1月表示，所有前往新泽西州特伦顿面见新总统的人都没有听到任何消息:124。2月16日，豪斯在威尔逊的指示下再度与莱恩会面，希望能对他在环保领域的观点有更全面认识:119。根据豪斯的日记，莱恩虽然不是很愿意放弃州际商务委员会主席之职，但如果获邀出任内政部长，他还是会乐于从命。在莱恩看来，内政部长是最具挑战的内阁职务，但即使是其他内阁职位，他也愿意接受。
斟酌内阁人选期间，威尔逊和豪斯一度考虑由莱恩出任司法部长或战争部长。1913年2月24日，威尔逊终于致信莱恩，请他出任内政部长:119，莱恩这时还从未与新总统见过面，但他仍然接受了总统的任命:118–119。据《纽约时报》报道，莱恩入选的主要原因在于，身为加利福尼亚州民主党人，他不但曾与铁路公司斗争，而且也不是赫斯特的棋子。根据当时的惯例，新总统通常不会预先正式宣布内阁人选，而是在3月4日宣誓就职当天下午正式向联邦参议院递交人选名单。但是，《纽约时报》提前一天就取得了这份名单。联邦参议员于3月5日召开特别会议，批准威尔逊总统的所有内阁任命。

### 主持内政部

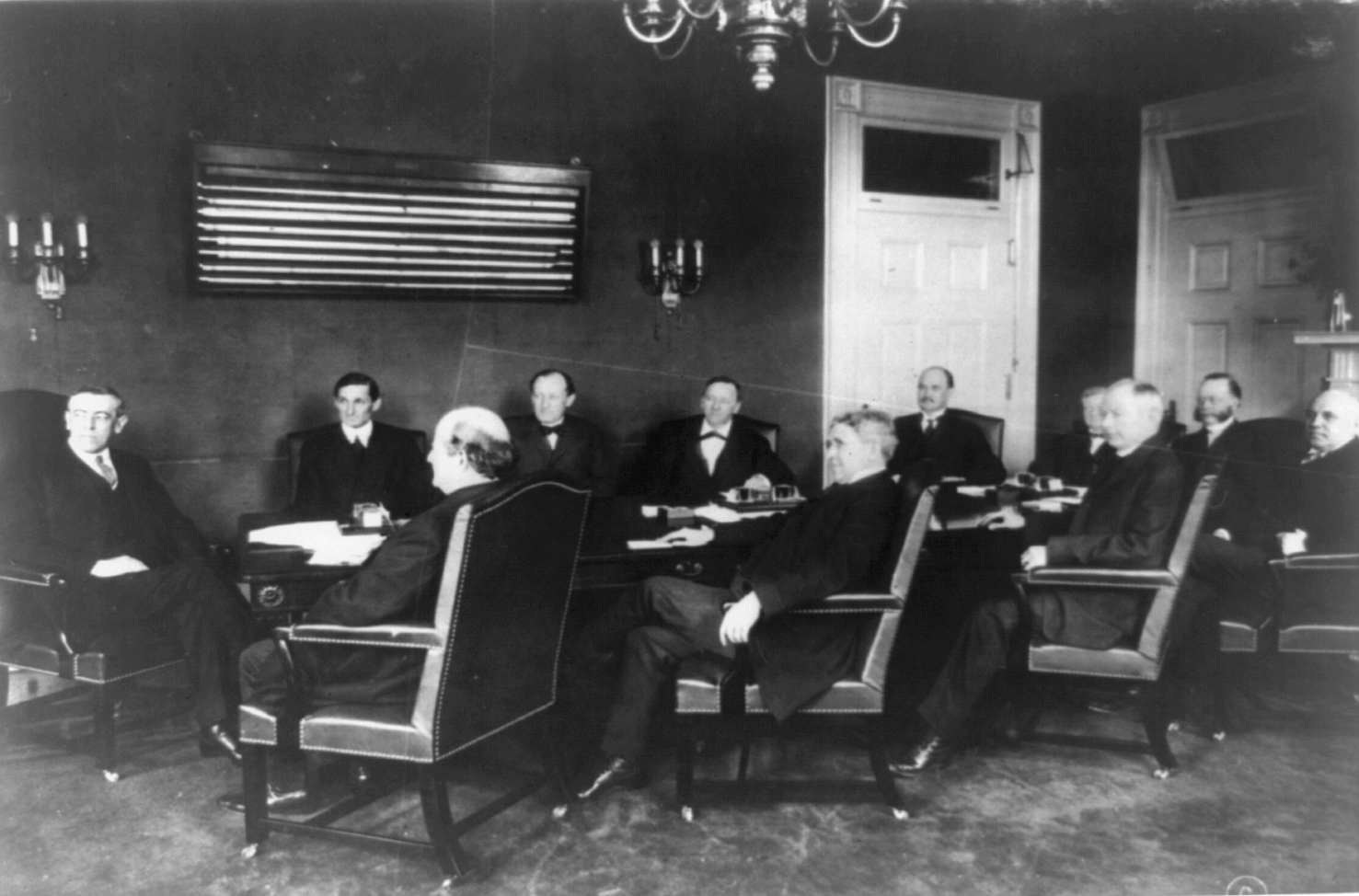
威尔逊总统与众内阁成员，莱恩位于前排，从右至左第二位。

1913年的内政部相当于多个不同机构的组合，其中的退休金办公室、印第安办公室和土地办公室自1849年内政部成立后就属该部门的职责范围。包括教育局、地质调查局，以及矿务局在内的多个部门则是之后增设。内政部还对国家公园、专利局、国会大厦楼层及地面、霍华德大学、高立德大学、圣伊丽莎白医院，以及远在尼加拉瓜的海事运河公司负有管理职责，其中最后的海事运河公司负责在该国修筑一条运河，但已停工20年之久。
1913年上任后不久，莱恩卷入有关赫奇赫奇谷的争议事件。长年以来，旧金山市民一直希望能在优胜美地国家公园的泰伦恩河（Tuolumne River）上修筑水坝，建设水库，确保河水稳定地流向城市。莱恩早在担任该市检察官时就支持这一计划，并在成为内政部长后继续倡导水库建设。但是，以约翰·缪尔为首的众多环保主义者强烈反对赫奇赫奇水库计划，缪尔声称，修筑赫奇赫奇水坝是对神的不敬，人类不应当修筑这样的工程。虽然有缪尔等人反对，但国会在漫长而激烈的对抗后还是通过雷克法案授权修建水库。
为了将胸中理想变成现实，莱恩努力在国会寻找盟友。蒙大拿州新任资浅联邦参议员托马斯·J·沃尔什就是莱恩的盟友之一，他的支持对雷克法案通过至关重要。莱恩支持加利福尼亚州地方政府主控冰川国家公园的发展，沃尔什对此存在异议，但他还是在许多问题上与莱恩站到同一立场，如多个农垦局方案、开发阿拉斯加州等:101–105。内政部长提议不再出售可能包含矿藏的公共土地，而是将之出租，参议员沃尔什于是就在国会推进立法。两人虽然在阿拉斯加州出租煤矿用地方面取得成功，但面向全美范围生效的矿藏租赁法案要直到1920年莱恩离任后不久才通过:106–114。
1913年7月，莱恩开始对内政部管辖的国家公园、印第安人保留地及其它区域进行长时间的考察。由于担心各地工作人员会设法让自己看不到实际情况，莱恩先派助手提前两周到各地探访，并提供完整报告。到了8月，威尔逊要求莱恩前去丹佛，作为总统代表出席州长大会。莱恩遵令行事，暂时停止行程，然后在旧金山与考察队汇合。经过多日会面，莱恩因心绞痛晕倒，经过3星期休养，他不顾医嘱，返回首都继续工作。:139–140
内政部长有责任管理美国领地，莱恩因此积极倡导开发阿拉斯加领地。当地虽已成立私营铁路公司，但运营并不成功，所以莱恩提议由政府在当地修建铁路，深信此举能推动大批人口移民阿拉斯加。1914年，国会通过法案授权开建阿拉斯加铁路，法案在联邦参议院通过前，沃尔什发表了持续两天的演讲以示支持:105。1913年，莱恩任命约翰·富兰克林·亚历山大·斯壮（John Franklin Alexander Strong）出任阿拉斯加领地总督，成为首位任命阿拉斯加居民出任总督的内政部长。在莱恩看来，“阿拉斯加不应该……仅仅是各州人民能够获取材料的仓库。她有成为州的潜力。要通过的任何政策，都应该把阿拉斯加视为一片家园，拥有各种行业和发达的商务”。

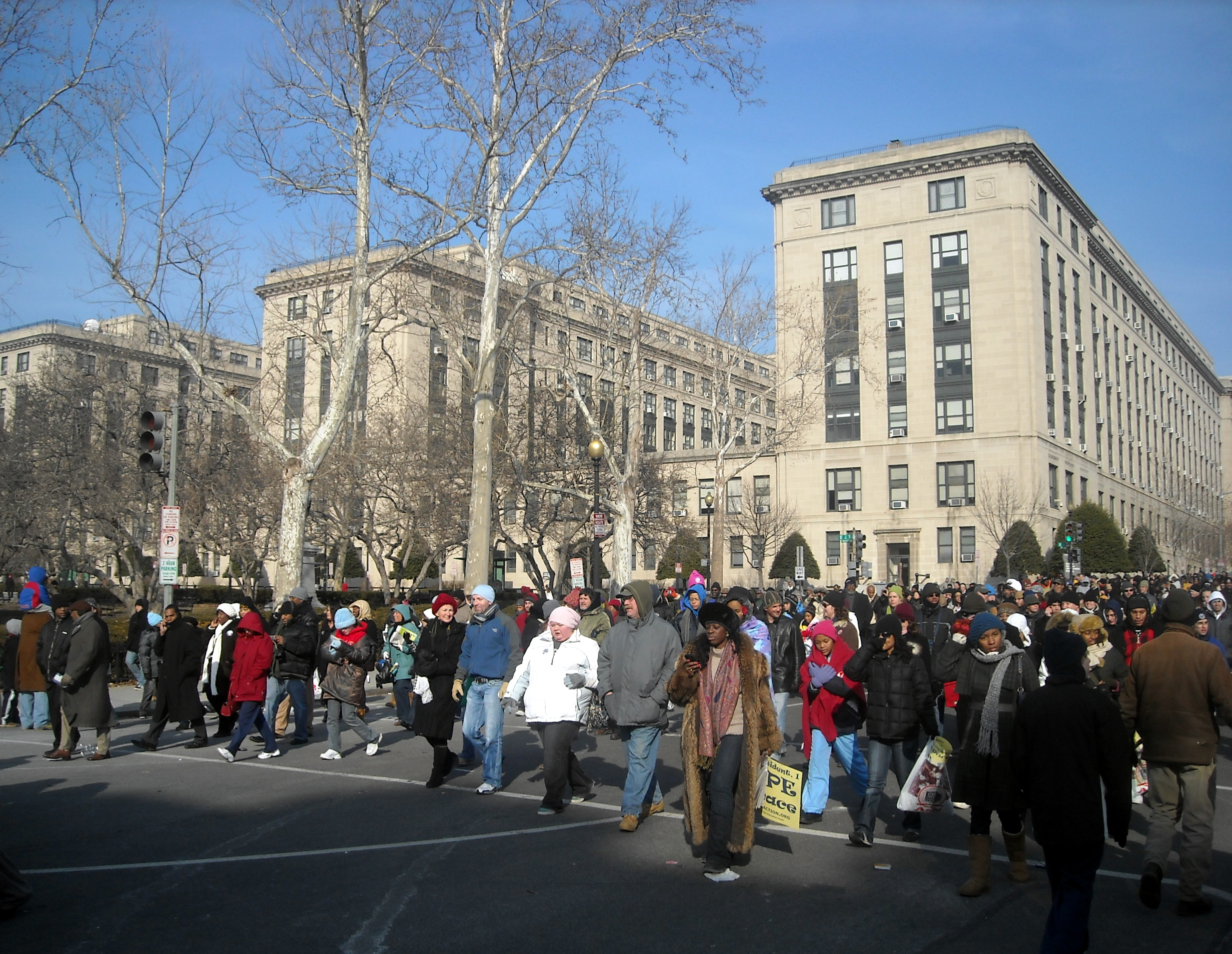
内政部新大楼，如今这里已成为总务管理局的所在地。

虽然在赫奇赫奇水库计划中扮演的角色不受环保主义者待见，但莱恩对美国的国家公园运动态度友善，还曾于1915年聘请斯蒂芬·马瑟（Stephen Mather）监查属内政部职责范围的公园。马瑟是塞拉俱乐部成员，白手起家成为百万富翁，他于1914年末给莱恩写了封措辞强烈的信，称多个国家公园正被人肆意开发谋取私利。马瑟的信引起部长重视，经过询问，他发现马瑟同样曾就读加利福尼亚大学，而且莱恩的许多朋友都认为马瑟为人思绪缜密:30–32。在马瑟的推动下，美国国家公园管理局于1916年成立。
1915年，莱恩返回旧金山，为巴拿马－太平洋国际博览会揭幕。博览会原本邀请总统前去揭幕，但威尔逊因故未能成行，所以派内政部长代劳:245。1916年，威尔逊又任命莱恩带领美国代表团前往大西洋城，与墨西哥特派员会面，探讨墨西哥境内不稳定的军事局势。经过谈判，美军撤出了墨西哥。
长年以来，内政部都是在散落哥伦比亚特亚各处的多个办事处办公，没有中央总部，老专利局大楼是最大的办公地点。在莱恩的游说下，国会同意拨款建设内政部大楼，新大楼于1917年初开放:217–218。这座大楼位于哥伦比亚特区西北街1800号，如今已是总务管理局的所在地。
曾出任美国国家公园管理局首任局长的马瑟于1917年开始出现精神疾病现象。他的助手贺拉斯·奥尔布赖特（Horace Albright）将情况向莱恩汇报。莱恩决定让马瑟继续任职，但所有职权暂由奥尔布赖特行使，直到马瑟恢复，并对此予以保密:200–202。奥尔布赖特认为，莱恩不是环保主义者，但也不想干涉国家公园管理局的政策，所以允许马瑟和奥尔布赖特自由发挥:335。莱恩于1917年写道：
无论是多么令人印象深刻和美丽的荒野，都不足以让我的灵魂感到满足（如果我真有灵魂的话）。对于男人来说，这仿佛一项挑战：“让我有用！让我成就更多！”:258

### 一战经历
1916年，莱恩经威尔逊任命进入国防理事会，然后吁请公共和私营部门合作。理事会一度陷入困境，一些州和地方组织以男性占主导，女性代表则分家单过，另行组建委员会。在莱恩的努力下，两边组织团结起来，由莱恩带领10人组成的委员会，其中男、女各5人。
莱恩认为总统在是否带领美国加入第一次世界大战的问题上过于优柔寡断，并对此表示强烈不满。1917年2月，他在给弟弟乔治的信中写道：
……我们在墨西哥、古巴，哥斯达黎加和欧洲都遇到了麻烦。祖国对拖延已经越来越感到厌烦，没有积极的领导层，整个国家都在逐渐失去对于良知的敏感，对侮辱变得习以为常。我们在柏林的大使被劫为人质数天之久，领事的夫人在边境上被剥光衣服，船只被击沉，人民被杀害——但是，我们还是一直在等待，却不知到底在等什么！德国正在凭虚张声势取胜，把我们的船都扣留在我们自己的港口里。:237

美国正式参战前，莱恩就极力主张对参战做准备。1917年初，他促请威尔逊授权武装商船并提供护航。威尔逊起初拒绝授权，但在获知齐默尔曼电报后改变了主意。1917年3月，总统召集了一次至关重要的内阁会议，莱恩与其他多位内阁官员一起敦促总统带领美国介入战争。
在莱恩的支持下，全美铁路公司自愿性地联合起来，组建铁路战争委员会，以备紧急情况所需。莱恩还多次为公共信息委员会发表演说，起到良好的效果。他亲自执笔，为委员会写了两段短文，分别题为《我们为什么要同德国打战》（Why We Are Fighting Germany）和《美国精神》（The American Spirit），两篇文章传阅甚广，并且都得到良好反响。他敦促商人做出“像那些走向战壕的男人一样价值的牺牲”。据称，“过分合群”的莱恩会向他人泄露一些机密信息，因此威尔逊总统不再在内阁会议上探讨重要事项。
莱恩支持凡尔赛条约和国际联盟。他多次撰文敦促美国批准凡尔赛条约和国际联盟盟约，加入国际联盟，但都徒劳无功。

## 晚年生活和影响
1919年12月17日，莱恩确认自己即将离任内政部长职务，在此以前，有关他离职的消息已经在哥伦比亚特区流传了几个月。莱恩表示，他本打算在更早时辞职，但因威尔逊总统的病情而推迟。虽然他没有透露离职的具体原因，但《纽约时报》在报道中称，莱恩主要是因内阁官员1万2000美元的年薪难以维持生计而离任，打算为自己和家人赚取更多收入。
1920年1月，即将离任的莱恩这样写道：
整个世界倾斜、歪曲、扭曲而乖张。总统的身体已经垮了，但精神上还很顽固。克列孟梭为一个他根本不想要的职位受尽磨难。爱因斯坦已经公布超越引力的定律……上帝啊，我祈祷，给我和平和安宁。我不要求权力、名利和财富。:391

1920年2月，莱恩递交辞呈，于3月1日离任。他随后获聘为爱德华·多黑尼（Edward Doheny）经营的墨西哥石油公司副总裁兼法律顾问，还是大都会人寿保险董事。
1920年7月，莱恩致信民主党总统候选人、俄亥俄州州长詹姆斯·米德尔顿·考克斯，信中这样写道：
我们希望闲置的土地派上用场。我们希望有更好的农村学校，每个地方都有公路，让农场变得更吸引人……我们希望更多的人拥有花园般的家，而非只是房屋。我们希望那些流动的海水也能派上用场……我们希望不认识我们法律、报纸和文学作品中文字的男孩、女孩，或是男人和女人都少一些……我们的政策框架不应像情绪般反复无常，也不应当由一群机会主义者掌控，而是应该让我们中最聪明的人，无论他们是什么样的政治立场，怀着同情并经过深刻研究后的产物……我们希望军人和水手更加确知我们的感激之情……我们把活动范围扩展到世界每一个角落，我们的贸易从未如此发达。我们的人民就像七大洋的贸易商一样走向一个个熟悉的地方。我们对他人更加了解，让越来越多的人成为我们的朋友，与他们合作，就像世界上的生命一样相互依存。:346–49

1921年初，莱恩的身体状态已经进入衰退，于是他前往马约诊所治疗。根据大夫的建议，他离开诊所前往更加温暖的地方过冬，但很快又回到诊所。由于莱恩的心脏状况太差，医生在心脏手术期间甚至不敢给他全身麻醉。莱恩挺过了手术，还将这次经历记录下来，但不久后就与世长辞。他的弟弟乔治称，哥哥没有留下遗嘱和遗产。莱恩工作公司的副总裁指出，莱恩为政府工作了21个年头，工资只能维持生存，离任部长后虽有一年收入较高，但也基本被疾病蚕食。莱恩的遗体经火化处理，骨灰从优胜美地国家公园埃尔卡皮坦峰顶撒落。

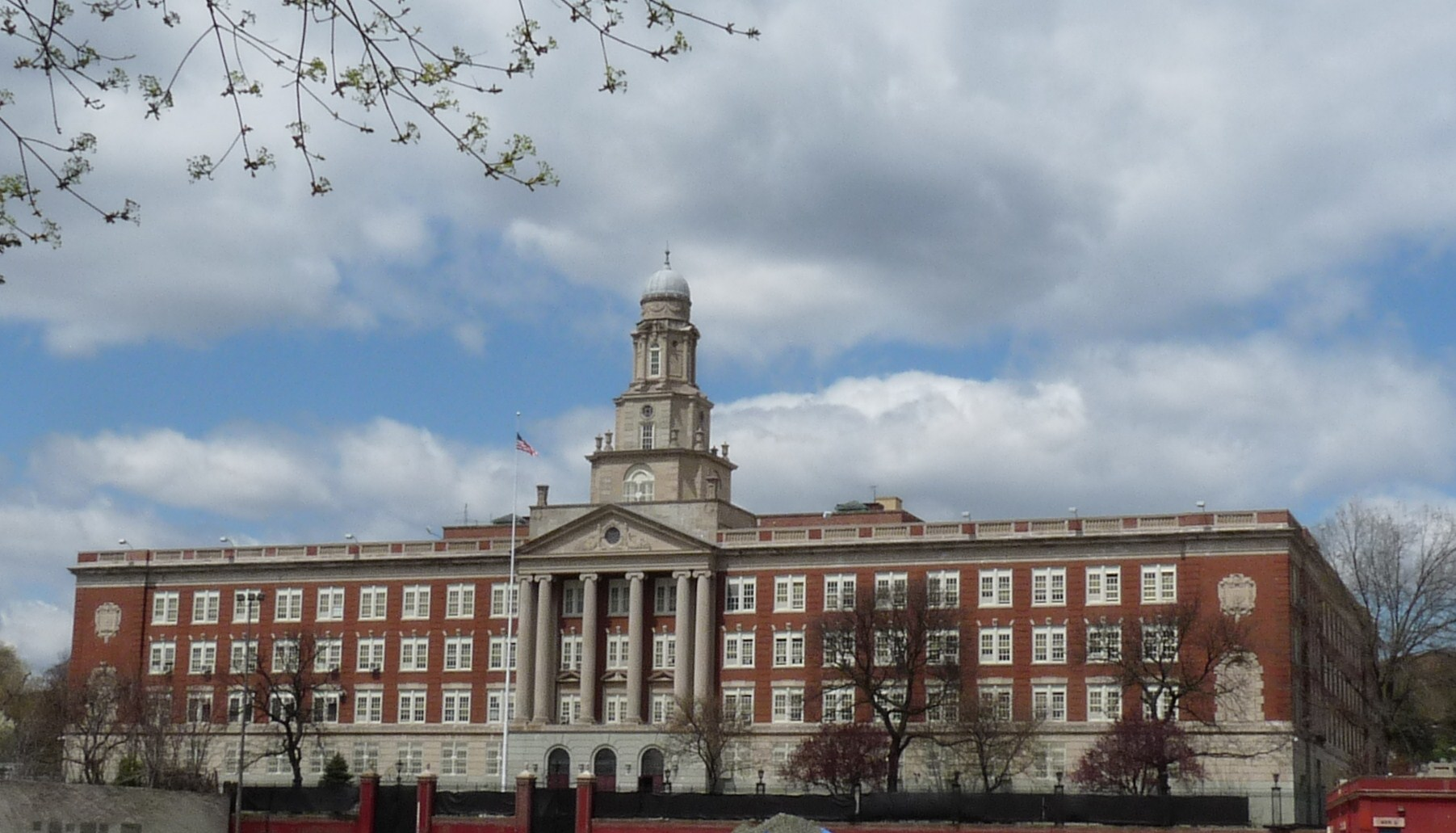
纽约市的富兰克林·K·莱恩高中

多家报纸在报道莱恩的死讯时称，如果莱恩是在美国出生，那么他会当选美国总统。莱恩去世后，商务部长赫伯特·胡佛，联邦储备委员会委员、莱恩昔日的同学、助手和朋友，曾在富兰克林·德拉诺·罗斯福任内出任助理海军部长的阿道夫·米勒（Adolph C. Miller）一起组建纪念委员会。该委员会设立富兰克林··莱恩纪念基金，起初只是为了帮助莱恩的遗孀安妮·莱恩（Anne Lane）维持生计，安妮去世后，这一基金又用于促进莱恩在世时追求的事业。基金的主要捐助者包括米勒、马瑟，以及两位美国总统。1939年安妮去世后，基金主体（略超过10万美元）移交莱恩的母校加利福尼亚大学，用于促进了解和改善美国的民主政府制度。50年后，这笔仍由该校管理的基金已增至近190万美元。1921年，瑞尼尔山国家公园的一坐山被命名为“莱恩峰”（Lane Peak）以示纪念。纽约市的一所高中、第二次世界大战期间的一艘自由轮，以及加利福尼亚州的一片红杉树林都是以他命名。莱恩曾于1914年国旗日向内政部工作人员演说，这篇爱国短文《制造旗帜的人》（Makers of the Flag）之后反复重印，在演讲稿和教科书中引用。

## 扩展阅读
- Hemphill, , The North American Review, 1917-08, 206 (741): 251–260, JSTOR 25121600